# Il risveglio del demone
(R. A. Salvatore, Il risveglio del demone)
Il risveglio del demone è il primo romanzo fantasy della saga di Demon Wars scritto da R.A. Salvatore.

## Trama
Elbryan Wyndon e Jilseponie Ault, erano solo due giovani di dodici anni quando le loro vite furono drammaticamente cambiate dalla distruzione del loro paese natio, Dundalis, da parte di un'orda di orchetti venuta a vendicare la morte di un loro compagno in una battuta di caccia. Divisi durante l'attacco al villaggio, i due amici lottarono per salvare le proprie vite dal massacro: Elbryan fu salvato dalle grinfie di un gigante fomoriano dai nobili Touel'alfar, mentre Pony (il soprannome di Jilseponie) riuscì a sopravvivere nascondendosi in un anfratto delle fondamente di una casa. La ragazza successivamente, avrebbe dimenticato il suo passato, troppo traumatizzata dagli eventi e sarebbe stata adottata da Graevis Chilichunk, un locandiere della città di Palmaris. 
Avelyn Desbris era invece un mite ragazzo di vent'anni che aveva deciso di dedicare la propria vita a Dio che riuscì ad entrare nel più importante e potente monastero del regno di Honce-the-Bear: St-Mere-Abelle. Ben presto la sua fedeltà e il suo talento vengono notati dai Maestri dell'ordine, in particolare da Jojonah, che decidono di svelargli il segreto delle pietre sacre custodite nel monastero; la sua abilità nel riconoscimento e nell'uso delle reliquie, gli permisero di entrare a far parte dei Preparatori, un gruppo di monaci incaricato di recarsi sull'isola segreta di Pimaninicuim, dove ogni due secoli una pioggia meteorica donava al mondo una nuova generazione di potenti gemme magiche.
Dopo 4 anni di addestramento, Avelyn e i suoi tre compagni, Quintall, Thagraine e Pellimar, si imbarcarono sul  Windrunner, una nave noleggiata dall'abbazia appositamente per la missione. Dopo quasi quattro mesi di viaggio, i monaci e i loro accompagnatori furono in vista dell'isola dalle sabbie nere e qui, Avelyn, compì il suo compito non appena le pietre piovvero dal cielo devastando Pimaninicuim.
Tornato all'abbazia e celebrato come un eroe, il giovane monaco, ebbe la consapevolezza di aver affrontato la missione più importante per conto della Chiesa ma di essere stato, nello stesso tempo, anche testimone di molti crimini: aveva visto le esecuzioni di due marinai, condotte e ordinate dai suoi compagni; aveva visto la loro lussuria con la prostituta della nave; aveva visto l'equipaggio del Windrunner, mentre veniva tradito e massacrato dai monaci del monastero. Troppe empietà erano state fatte dai servi di Dio, e Avelyn non riuscì più a contenersi quando scoprì che i suoi maestri e il padre abate avevano intenzione di vendere le pietre sacre a mercanti e nobili: rubò molte gemme magiche e uccise lo spietato maestro Sirtheton, per poi fuggire da St-Mere-Abelle. Solo allora ebbe la visione e la certezza che il demone dactyl si era risvegliato.
Da quel momento il monaco viaggiò di villaggio in villaggio, annunciando il ritorno delle tenebre, ma ottenne dagli abitanti degli insediamenti solo scettiscismo e grandi risse nelle taverne. Fu proprio in una di queste lotte che incontrò Pony. La donna aveva lavorato come cameriera presso la locanda dei Chilichunk per diversi anni, ricevendo sempre l'affetto e l'amore di Graevis e di sua moglie. Improvvisamente però, la sua routine fu sconvolta dalle attenzioni di Connor Bildeborough nipote del potente barone di Palmaris, che la indussero a sposarlo; il matrimonio tuttavia sarebbe stato annullato nel giro di una giornata in quanto la donna si rifiutò di concedersi all'aristocratico e di non consumare la prima notte di nozze. A seguito di questi eventi fu costretta ad entrare nell'esercito e in pochi anni si ritrovò nel corpo della Guardia costiera, uno dei reparti speciali del regno. Era di stanza nella fortezza di Pireth Tulme quando un'armata dei nani Powrie sferrò il suo attacco; scampata a stento si era diretta nel villaggio di Macomber dove aveva incontrato Avelyn.
I due divennero presto grandi amici e decisero di proseguire insieme il loro viaggio, lui un reietto della Chiesa, lei un disertore dell'esercito: si diressero così verso la frontiera e arrivarono nel nuovo villaggio di Dundalis. Qui Pony cominciò a riacquistare la memoria, ma solo dopo essere stata presa in ostaggio da Quintall e aver visto il suo amico d'infanzia Elbryan recuperò completamente la memoria. Il ragazzo era stato salvato dagli Elfi e addestrato per diversi anni affinché diventasse un Ranger ergendosi a difesa degli uomini contro le forze del male. I villaggi della frontiera erano andati sotto la sua protezione e aveva ben presto stretto amicizia con Bradwarden, il centauro custode dei boschi. Ben presto la zona di frontiera viene invasa dall'armata del demone dactyl e i tre amici decidono di far tutto ciò che era in loro potere per fermarli o quantomeno indebolirli: fu così che assieme ai profughi dei villaggi conquistati, scatenarono una tenace guerriglia ai danni degli invasori.
Tuttavia, nonostante i loro sforzi, divenne rapidamente evidente che l'unico modo per fermare davvero l'avanzata delle tenebre era di sconfiggere il Demone dactyl. Il trio partì, accompagnato da Belli'mar Juraviel, Tuntun e da Bradwarden, alla volta del Monte Aida  situato nell'aspra regione del Barbican e covo di Bestesbulzibar. Il mostro venne distrutto nelle viscere della montagna dopo un duro scontro con di lui e i suoi servi ma la vittoria ha un prezzo altissimo: il monaco Avelyn, Tuntun e Bradwarden muoiono per porre fine al regno di terrore del demone.

## Personaggi principali
- Avelyn Desbris
- Jilseponie Ault
- Elbryan Wyndon
- Bestesbulzibar
- Bradwarden
- Quintall
- Belli'mar Juraviel